# Karol Adwentowicz
Karol Adwentowicz (Kielce, 19 ottobre 1871 – Varsavia, 19 luglio 1958) è stato un attore, regista teatrale e regista cinematografico polacco.
Esordì nel 1896; recitò a Poznań, a Leopoli e con la compagnia del teatro di Leopoli a Parigi e a Vienna. È stato direttore di teatro a Varsavia, e, dal 1945, a Katowice, Cracovia e Łódź.
Ha interpretato, oltre le opere del repertorio polacco, anche drammi di William Shakespeare, Henrik Ibsen, August Strindberg e Lev Nikolaevič Tolstoj.